# Keper (heraldiek)

Het wapen van Anderlues met een keper

In de heraldiek wordt met keper op een wapen twee diagonale stroken rechts en links bedoeld. Een keper lijkt op een passer of een nok van een huis.
Een keper heeft, net als alle andere onderdelen van een wapen, geen specifieke betekenis, het symboliseert wat de drager/ontwerper er mee wil weergeven. In de meeste gevallen is een keper een esthetische vorm van een schildverdeling. Een omgekeerde keper lijkt op een letter V en wordt vaak als initiaal van de drage, of voor een vallei bij overheidswapens, gebruikt. In de 19e eeuw werden als onderdeel van de romantiek wel bepaalde symbolieken aan kleuren en onderdelen van een wapen gegeven, en daarin zou een keper hechtheid, kracht of steun symboliseren.
Meestal lopen de kepers over het hele veld. De stroken raken elkaar in het midden van het schild, dit doen ze doorgaans in de schildvoet of het schildhoofd. Een verlaagde keper raakt niet de bovenrand van het schild. Een ingekorte keper raakt juist de zijkanten van het schild niet. De keper wordt ook wel aangeduid als chevron.

## Vormvarianten
Een keper kan verschillende vormen aannemen. Kepers kunnen beladen zijn met heraldische attributen. Men onderscheidt:
- afgebroken keper
- afgeplatte keper
- drie samengevlochten kepers
- gaande over een omgekeerde keper[1]
- gebogen keper
- gebroken keper
- gedeelde keper
- gekanteelde keper (hier zijn de stroken van kantelen voorzien)
- gekeperd
- geknotte keper
- gespleten keper[2]
- gewende keper
- golvende keper
- hoge keper
- ingebogen keper
- keper met afgesneden top = afgeplatte keper
- kepersgewijs doorsneden[3]
- lage keper
- loodrecht gekanteelde keper[4]
- omgekeerde keper
- omgewende keper
- samengevlochten kepers[5]
- tegengekeperd
- trapvormige keper
- twee elkaar rakende kepers
- verbroken keper
- verhoogde keper
- verkorte keper
- verlaagde keper
- versmalde keper
- versplinterde keper
- verticaal geruite keper[6]

In zilver 3 kepers van keel = wapen van de graafschap Ravensberg
Golvend gekeperd van acht stukken, zilver en azuur is de basis van het wapen van Polderdistrict Rijn en IJssel
Het wapen van Edmund Hillary met drie verlaagde en ingebogen kepers
Het wapen van Estivareilles met een omgekeerde[7] en ingekorte keper.
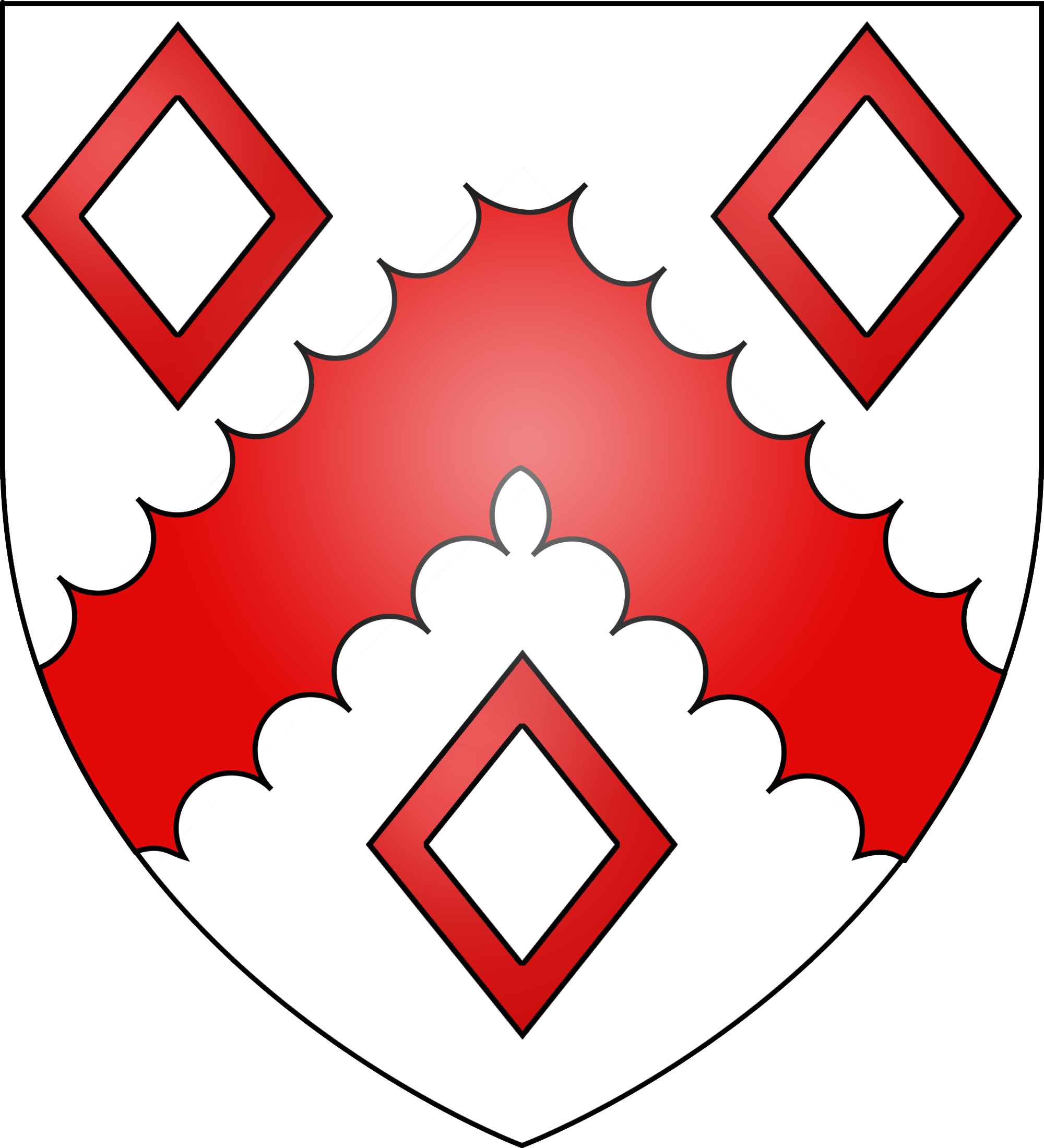
Wapen van de familie Spring met een uitgeschulpte keper
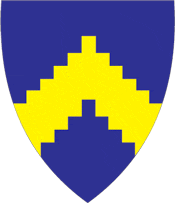
Het wapen van Sillamäe in Estland met een getrapte keper
Wapen Mackay (1835) met verlaagde keper
Wapen De Rosen met hoge keper

adelaar · Agnus Dei · alliantiewapen · andreaskruis · ankerkruis · armoriaal · baldakijn · barensteel · bezant · Bourgondisch kruis · brisure · cartouche · centaur · cordelière · dekkleed · dorpsvlag · dorpswapen· drieberg · dubbelkoppige adelaar · dwarsbalk · fleur de lis · fleuron · Friese adelaar · gaande leeuw · gecarteleerd · Gelderse leeuw · gepaald · gravenkroon · groot wapen · griffioen · hartschild · helmkroon · helmteken · heraldische kleur · herautstuk · hermelijn · hoed · Hollandse tuin · huismerk · Jeruzalemkruis · karbonkel · keizerskroon · keper · koek · kromstaf · kroon · krukkenkruis · kwartier · kwartileren · kwartierzoom · leeuw · markiezenkroon · merlet · molenijzer · motto · muurkroon · nassaublauw · natuurlijke kleur · Nederlandse leeuw · Nederlandse Maagd · ombrellino · ordeketen · palen · pentagram · pijlenbundel · raadselwapen · raaf · respectant · riddertoernooi · rijksbanier · rijkskleuren · rijksstandaard · rijkswapen · roos · Rudolfinische keizerskroon · Saksenros · Saladins Adelaar · scharlakenrood · schildhoofd · schildhouder · schildvoet · schildzoom · schoof · schuinbalk · schuinstreep sinister · sinister · sleutels van Petrus · socialistische heraldiek · sprekend wapen · stadskleuren · standaard · stedenmaagd · ster · tinctuur · vair · vermeerdering · vlag · vorstenhoed · vrijheidshoed · vrijkwartier · vrouwenwapen · wapen · wapenbelasting · Wapenboek Beyeren · Wapenboek Gelre · wapenbord · wapendiploma · wapendier · wapenkast · wapenkoning · wapenmantel · wapenrecht · wapenrol · wapenstier · wapentent · wassende en afnemende maan · Waterlandse zwaan · Westfriese boomwapens · wildeman · wolfsangel · wrong